# Lebia elegans
Espèce
Synonymes
- Lebia (Lebia) elegans
- Carabus elegans Oliv., 1795[2]

Lebia elegans, la lébie élégante, est une espèce de coléoptères de la famille des Carabidae, de la sous-famille des Harpalinae, de la super-tribu des Lebiitae, de la tribu des Lebiini, de la sous-tribu des Lebiina et du sous-genre Lebia.
Georges-Louis Leclerc Comte de Buffon la décrivit ainsi: 

« Cet insecte est noir, avec la bouche et les pattes fauves; ses élytres sont striées et d'un bleu foncé. On ignore sa patrie. ».